# Bruce (Dakota del Sud)
Bruce è un comune degli Stati Uniti d'America, situato in Dakota del Sud, nella contea di Brookings.